# Gallinago imperialis
Il beccacino imperiale (Gallinago imperialis, Sclater & Salvin 1869) è un uccello della famiglia degli Scolopacidae dell'ordine dei Charadriiformes.

## Sistematica
Gallinago imperialis non ha sottospecie, è monotipica. Venne riscoperto nel 1962 dopo che per mezzo secolo fu creduto estinto.

## Distribuzione e habitat
Questo uccello vive unicamente in Colombia, Ecuador e Perù.